# جيم مسكيمن
جيم روس ميسكيمين  (ولد عام 1959 في العاشر من سبتمبر) وهو ممثل أمريكي وفنان صوتي وكوميدي ومقتبس للشخصيات، وكان أكثر بروزا بعمله بالاداء الصوتي بألعاب الفيديو.

## بداياته
ولد جيم روس ميسكيمين في لوس أنجلوس، كاليفورنيا في العاشر من سبتمبر من عام 1959، وهو ابن ماريون روس وفريمان ميسكيمين.

## حياته المهنية
مثل مسكمن والد ماري كيت أولسن وشخصيات آشلي أولسن في Our Lips Is Sealed. وقام أيضا بتمثيل الملازم Wholihan في How the Grinch Stole Christmas .
كان مسكمن متسابقًا في الموسم الثامن من امريكان قوت تالنت. كما قام بجولة في العديد من المدن الأمريكية وأدى عرضًا فردي بعنوان "Jimpressions" وهي اقتباسات لشخصيات مشهورة وشخصيات أصلية.[بحاجة لمصدر]

## حياته الشخصية
في عام 1987، تزوج مسكيمن من طمرة شوكلي. حظي بابنة اسمها تايلور (ولدت عام 1990). وهو كذلك سيونتولوجي.

## قائمة الافلام
| سنة  | لقب                                          | دور                                  | ملاحظات            | المرجع. |
| ---- | -------------------------------------------- | ------------------------------------ | ------------------ | ------- |
| 1995 | جوردي                                        | بيل كلينتون (صوت)                    |                    | [ 6 ]   |
| 1995 | أبولو 13                                     | TELMU أبيض                           |                    |         |
| 1999 | جيراني ياماداس                               | أصوات إضافية                         | دبلجة إنجليزية     |         |
| 1999 | ألفين والسناجب يجتمعون مع فرانكشتاين         | السيد يسمان (صوت)                    | مباشرة إلى الفيديو |         |
| 2000 | أرض المعركة                                  | بليث                                 |                    |         |
| 2000 | كيف سرق غرينش عيد الميلاد                    | الضابط Wholihan                      |                    |         |
| 2000 | شفاهنا مغلقة                                 | ريك باركر                            | مباشرة إلى الفيديو |         |
| 2008 | رابطة العدالة: الحدود الجديدة                | سلام برادلي (صوت)                    | مباشرة إلى الفيديو |         |
| 2008 | باتمان: جوثام نايت                           | Deadshot ، الملازم جيمس جوردون (صوت) | مباشرة إلى الفيديو |         |
| 2010 | رابطة العدل: أزمة على الأرضين                | آرتشر أحمر، كابتن سوبر (صوت)         |                    |         |
| 2011 | المحولات: ظلمة القمر                         | جون ف.كينيدي (صوت)                   | غير معتمد          |         |
| 2012 | رابطة العدالة: الموت                         | الملك (صوت)                          | مباشرة إلى الفيديو |         |
| 2012 | باتمان: عودة فارس الظلام حزب العمال. 1       | الجنرال بريجز (صوت)                  | مباشرة إلى الفيديو |         |
| 2012 | سكوبي دو!                                    | المحقق فيل فلاكسمان (صوت)            | مباشرة إلى الفيديو |         |
| 2012 | باتمان: عودة فارس الظلام حزب العمال. 2       | رونالد ريغان (صوت)                   | مباشرة إلى الفيديو |         |
| 2015 | رابطة العدالة: الآلهة والوحوش                | فيكتور فرايز (صوت)                   | مباشرة إلى الفيديو |         |
| 2019 | باتمان vs. سلاحف النينجا المراهقون المتحولون | المفوض جوردون، فزاعة (صوت)           | مباشرة إلى الفيديو |         |
| 2020 | سوبرمان: الابن الاحمر                        | دوايت د.أيزنهاور، جون ف.كينيدي (صوت) | مباشرة إلى الفيديو |         |
| 2021 | كل تلك الأشياء الصغيرة                       | بريان                                |                    |         |

### التلفاز
- 3rd Rock from the Sun - Alan (الموسم 2 الحلقة 4)
- إدارة الغضب - دانيال
- Avatar: The Last Airbender - الملازم جي، كيف العام، أفاتار كوروك
- المجتمع - كريستوفر والكن / مقلد تومي لي جونز (الموسم 3 الحلقة 11)
- Friends - Bill (الموسم 10 الحلقة 2)
- حار في كليفلاند - الأستاذ زوكر
- جنون - غاندالف، دروبي، بنديكت أرنولد، أصوات إضافية
- مالكولم في الوسط - النادل
- الحدائق والاستجمام - مارتن هاوسلي [7]
- فينس وفيرب - أصوات إضافية
- عشوائي! كاريكاتير - توم كات، الجار جون، ستومبي (قصيدة "توم كات")
- قواعد الاشتباك - السيد ريجلي
- أشعث وسكوبي دو احصل على فكرة! - الوكيل 1، روبي
- سوبرمان: Red Son - Lex Luthor ، Perry White ، Guy Gardner / Green Lantern ، جوزيف ستالين، Jor-El
- The Big Bang Theory - دكتور، رجل (صوت)، وزير كنيسة الزفاف في لاس فيغاس
- The Boondocks - بيل أوريلي، كريس هانسن، أصوات إضافية
- أمير بيل إير الجديد - أ.د. جيريمي مانسفيلد (الموسم 4 الحلقة 3)، ويرنر (الموسم 6 الحلقات 2 و 3 و 11)
- المغامرات الحقيقية لجوني كويست - أصوات إضافية
- فرقة التوقيت - جورج دبليو بوش، جورج إتش دبليو بوش
- رجلان ونصف - رجل العصابات رقم 2 (صوت)
- لمن هذا الخط على أي حال؟ - مسكمن نفسه [8]

### العاب الفيديو
- Armored Core V - Jack Batty ، Men of Honor Unit B ، Zodiac رقم 8 [9]
- بوابة بلدور - إدوين أوديسيرون، جبادو، خالد، تلدورن
- بوابة بلدور الثانية: ظلال آمون - إدوين أوديسيرون
- بوابة بلدور الثانية: عرش بهال - إدوين أوديسيرون، خالد
- باتمان: Arkham City - الضابط توم ميلر
- باتمان: Arkham Knight - أصوات إضافية
- باتمان: Arkham Origins - ضباط SWAT ورجال الشرطة
- نداء الواجب: بلاك أوبس - جون ف.كينيدي
- نداء الواجب: بلاك أوبس 2 - وزير الدفاع ديفيد بترايوس
- Command &amp; Conquer 4: Tiberian Twilight - متنوع
- ديابلو الثالث - أصوات إضافية
- ديابلو الثالث: حاصد الأرواح - أصوات إضافية
- ديزني إنفينيتي 3.0 - أولترون
- ديزني فكر بسرعة - جيني
- ملحمة ميكي - صوت
- ملحمة ميكي 2: قوة اثنين - طبيب مجنون
- EverQuest II - Guild Patron Volarian ، Baron Zafimus ، Sergeant-at-Arms Ironcast ، نائب لجنة هالفورد، عالم الطبيعة Tummyfill ، Borthen ، Amren Talbot ، Morte Winghammer ، Green Hood Trap Master ، Banker Izark ، Ubani ، المشرف ترافوج
- Fantastic 4 - Doctor Doom ، أصوات إضافية
- Final Fantasy XIII-2 - أصوات إضافية
- القوطية 3 - أصوات إضافية
- Hitman: Blood Money - أصوات إضافية
- مغامرات كينيكت ديزني لاند - جيني
- Kingdom Hearts HD 2.5 Remix - Genie (Kingdom Hearts Re: سينمائية مشفرة)
- Lego Jurassic World - أصوات إضافية
- ليجو سيد الخواتم - منوعات
- Lightning Returns: Final Fantasy XIII - أصوات إضافية
- مدغشقر: لعبة الفيديو - تمساح ألبينو، حارس، عداء ببطء، بحار
- Marvel vs. كابكوم: لانهائي - أولترون، أولترون سيغما، ألترون أوميغا
- Marvel Ultimate Alliance 3: The Black Order - Ultron و Ultimo
- ماج - SVER التنفيذي
- وضع قصة Minecraft - ميلو
- الروبوتات - اسئلة، أصوات إضافية
- حكاية القرش: لعبة الفيديو - لينو، سمكة مستأجرة إضافية
- شريك الثالث - الكابتن هوك، المصاحب 2، المهوس
- Skylanders: Trap Team - أصوات إضافية
- سحرة المملكة السحرية - جيني
- نقابة - أصوات إضافية
- سلاحف النينجا: المسوخ في مانهاتن - Wingnut ، Stone Warriors
- لعبة فيديو فيلم Lego - أصوات إضافية
- سيد الخواتم: المعركة من أجل ميدل إيرث II - إلفين كينج ثراندويل
- سيد الخواتم: المعركة من أجل ميدل إيرث II - صعود الملك الساحر - الملك ثراندويل
- Ultimate Spider-Man - أصوات إضافية

## روابط خارجية
- الموقع الرسمي
- جيم مسكيمن في قاعدة بيانات الأفلام على الإنترنت